# Orden del Hacha

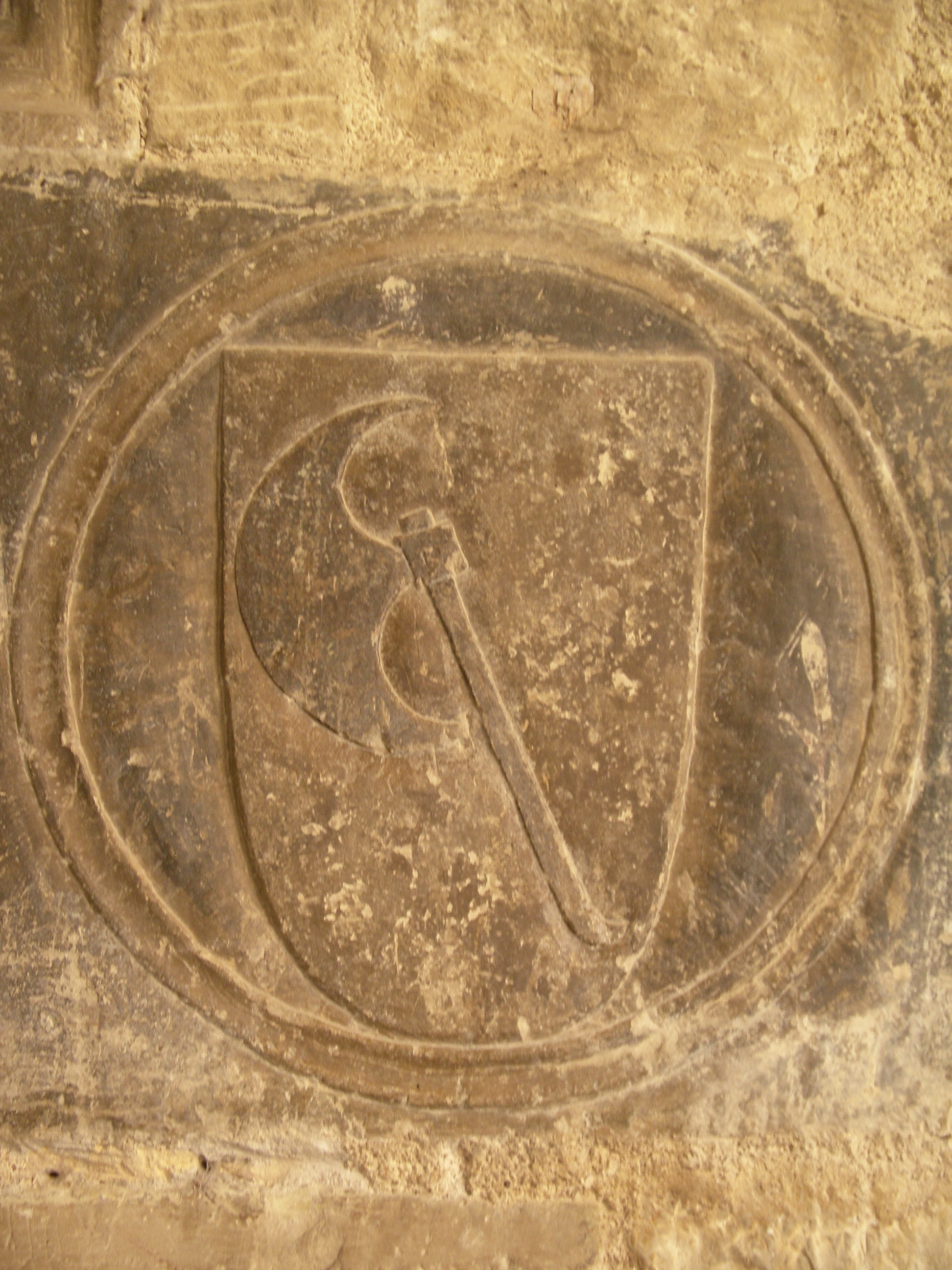
Ordenszeichen auf einem Grundstein für das Kloster der Kathedrale von Tortosa

Der Orden del Hacha (deutsch Orden vom Beil oder Orden von der Axt, französisch Ordre de la Hache), auch als Orden der Damen von der Axt bezeichnet, war ein Damenorden in der Grafschaft Barcelona. Der Orden soll um 1149/1150 von Graf Raimund Berengar IV. für die adligen Frauen  gestiftet worden sein, die sich als mutige Verteidigerinnen bei der Belagerung von Tortosa gegen die Mauren zeigten. Ihre Ordenskleidung war ein langer Rock von unbekannter Farbe, der zusammen mit einer Kapuzinermütze getragen wurde. Darauf war als Ordenszeichen eine Axt in Karminrot gestickt.